# Prîvitne, Lokaci
Prîvitne (în ucraineană Привітне) este localitatea de reședință a comunei Prîvitne din raionul Lokaci, regiunea Volînia, Ucraina.

## Demografie
Componența lingvistică a localității Prîvitne
     Ucraineană (99,04%)
     Alte limbi (0,96%)
Conform recensământului din 2001, majoritatea populației localității Prîvitne era vorbitoare de ucraineană (99,04%), existând în minoritate și vorbitori de alte limbi.